# 綿羊

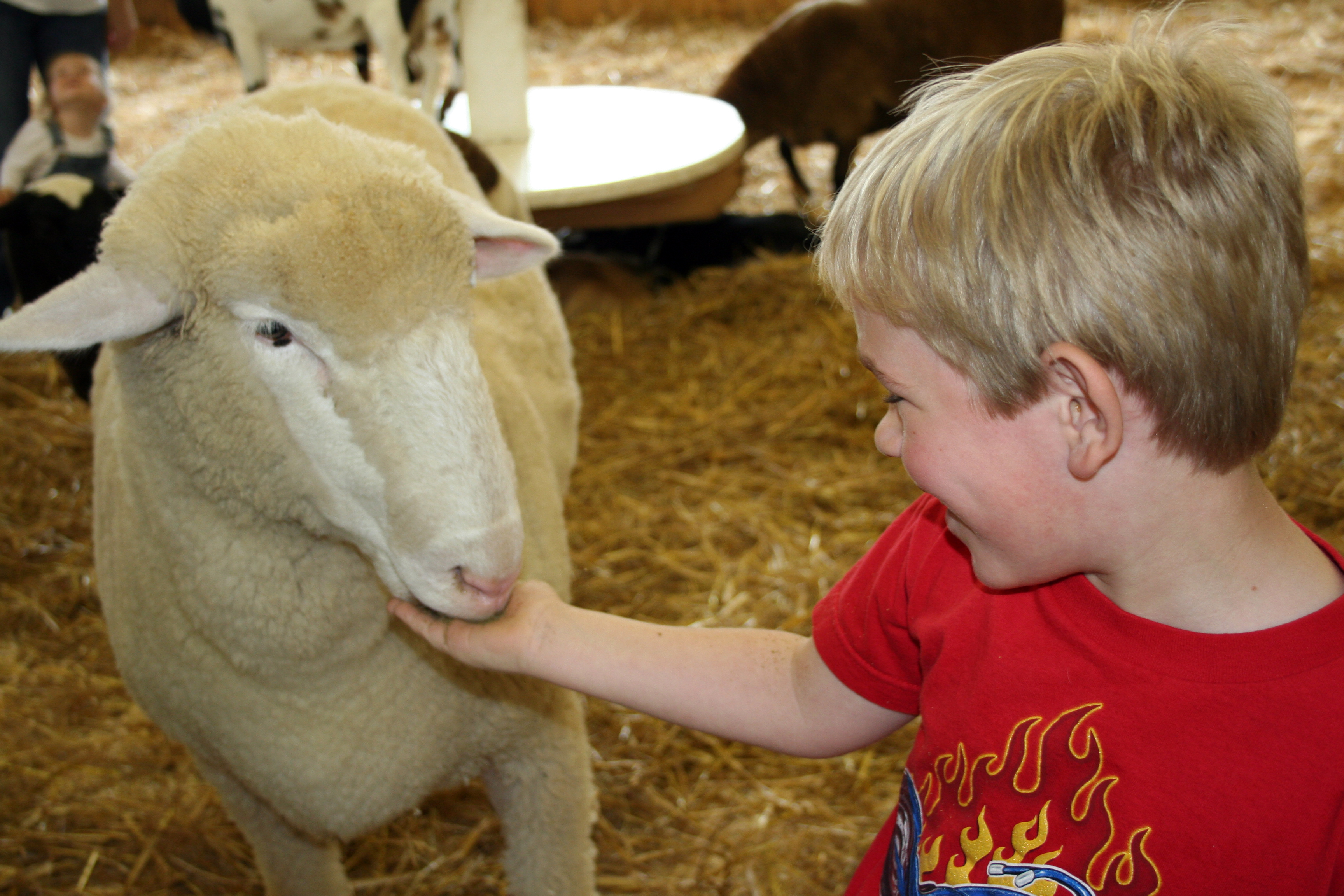
綿羊與小孩在互動

綿羊（学名：Ovis aries）亦稱為家羊或白羊，屬哺乳綱偶蹄目牛科羊亞科，是一種四足反芻哺乳動物，也是世界上數量最多的羊種，共計超過十億。
大部份人類居住的地方都進行過牧羊，這也是許多文明的基本要素。現在為澳洲、紐西蘭、南美洲中部及南部，以及不列顛群島的重要產業之一。

## 起源
綿羊的祖先是亚洲盘羊（Ovis orientalis），在距今10,500年前于土耳其安纳托利亚完成驯化。考古证据表明绵羊的驯化始于公元前9,000年，并很快传播到整个新月沃土以及临近地区。最初驯化绵羊是为了满足人们肉食与奶制品的需要，公元前4,000年的青铜器时代开始转向对羊毛的需求。

## 綿羊品種
綿羊品種可細分約達200餘種，有毛用羊（细毛羊）、皮用羊（裘皮用羊、羔皮用羊）以及肉用羊（粗毛羊）。
细毛羊：
由于中国古代并无太多使用羊毛制品的传统，细毛羊多为欧澳品种。尽管小尾寒羊、湖羊等皮肉两用羊均有细毛亚型，直至1954年才培育出第一个真正意义的细毛羊种——新疆细毛羊，而大多细毛羊均为与欧澳俄杂交后的品种，如鄂尔多斯细毛羊。细毛羊毛质好产量高，但肉味不如粗毛羊细腻。
细毛羊主要品种有：
- 美利奴羊
- 羅姆尼

皮用羊：
裘皮用羊如华北平原的小尾寒羊裘皮亚型。羔皮用羊如宁夏的滩羊和江南的湖羊。均为粗毛型。
肉用羊：
粗毛羊毛质较差，适合粗放。绝大多数蒙古高原、青海、新疆的羊种都是粗毛羊。如乌珠穆沁跑山羊（意为“跑山的绵羊”，而非山羊），肉价可达普通羊肉的四至五倍。
按照尾型，绵羊又可分为短瘦尾羊、长瘦尾羊、短脂尾羊、长脂尾羊和脂臀羊。中国绝大多数羊都是短脂尾羊。长脂尾羊种有滩羊、豫西脂尾羊、大尾寒羊等。藏羊是短瘦尾羊，欧洲、大洋洲很多羊种是长瘦尾型。哈萨克羊是脂臀羊。
常见羊种有：
- 小尾寒羊
- 杜泊羊
- 無角陶賽特羊
- 夏洛萊羊
- 賀德威克
- 特克賽爾羊
- 考力代羊
- 湖羊
- 林肯羊
- 薩福克羊

## 習性
綿羊是群居動物，有強烈的群居性，許多羊的行為都可以以此為基礎來瞭解。羊的等级序列及其會自然跟從一領導者到新的牧場的本性，是羊成為第一種被馴化動物的關鍵因素。而且和紅鹿及瞪羚不同（這兩種有蹄类动物也是史前時期重要的肉類供應來源），綿羊有其活动范围，但不會為了棲息地而防禦。所有的綿羊都傾向於互相聚集成為羊群，不過此傾向仍隨品種有些差異，綿羊若和其羊群分開，會變得焦慮。

## 科學研究

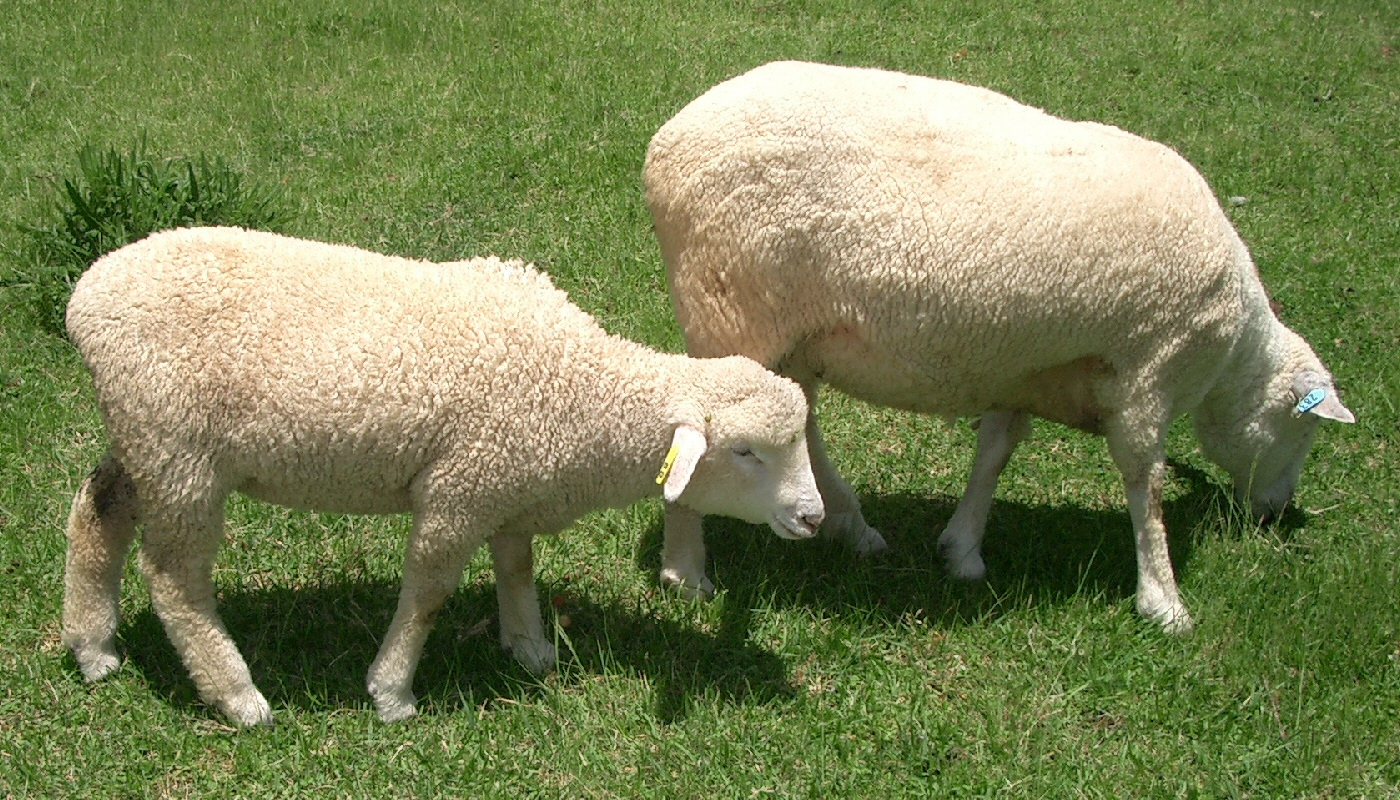
神戶市立六甲山牧場裡的羊

羊因其體型龐大及繁殖緩慢，因此並不是理想的研究對象，也不是常見的模式生物。然而，牠們在個別的科學範疇中卻扮演著重要的角色。例如位於蘇格蘭愛丁堡的羅斯林研究所便利用羊進行了多項基因工程上有突破性發展的研究項目。1995年，兩只稱為梅根和莫拉格（Megan and Morag）的羊便是從已分化的細胞中複製而來。雖然牠們並非使用成年细胞進行複製，但它們的誕生預示著此一技術實際可行。一年後，一只芬蘭多塞特（Finnish Dorset）種，被稱作多利的羊成為了全球焦點，甚至被《科学美国人》雜誌稱作「可能是全世界最出名的羊」誕生。多利是世界上第一只由成年體細胞成功複製的哺乳動物。一年後出現的寶利（Polly）和摩利（Molly）則是同時包含了成年體細胞複製及轉基因技術的一對複製羊。
在2008年，雖然與羊有關的基因圖譜已經發佈，但羊的基因組尚未排序完成，但利用其他哺乳動物的基因組資料去初步合成的羊的基因組亦已發佈。除此以外，羊作為常用的食用肉，其轉基因的技術亦被廣泛研究。2012年中國華大基因的科學家利用秀麗隱桿線蟲當中ω-3脂肪酸去饱和酶基因转入细胞，並成功複製出帶有此種基因的轉基因羊。這種轉基因羊的脂肪含有較多不飽和脂肪，對人類攝食羊肉時提供更健康的選擇。
在有關自然選擇的研究中，在無人的赫塔島上索厄羊（Soay sheep）種群是研究繁殖過程的良好模型。索厄羊種一般有不同的顏色，而研究人員發現深色及體型較大的族群正在減少，而這與一般的經驗相當不同—— 一般體型較大的個體的繁殖能力一般較好。由於在赫塔島上的索厄羊是完全被隔離的，因此是研究此課題的良好例子。
綿羊是少數其雄性性取向已被研究的物種，並且深入至分子層面。奧勒冈健康及科學大學（Oregon Health and Science University）的科學家曾就雄羊的同性取向的分子機理進行研究，便引起了廣大的關注及爭議。當中如善待动物组织便曾指它們試圖以此研究基礎去治療羊的同性行為。有參與有關研究的科學家已極力否認有關指控。
家羊偶爾也成為醫療研究的對象，並主要集中於與心血管有關的問題，如高血壓及心衰竭等。懷孕的綿羊也是研究人類懷孕問題的良好模型，並曾用作研究希關胎兒營養不良及缺氧等發育問題。在行為科學上，綿羊在個別個案中也是研究面部識別的良好對象，這是因為牠們的心理識別過程能與人類的識別過程相比擬。

## 文化

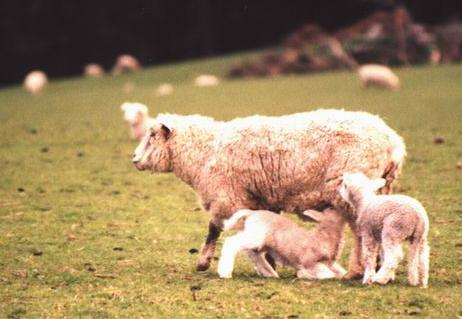
羔羊跪乳，中文比喻对父母养育之恩的感激

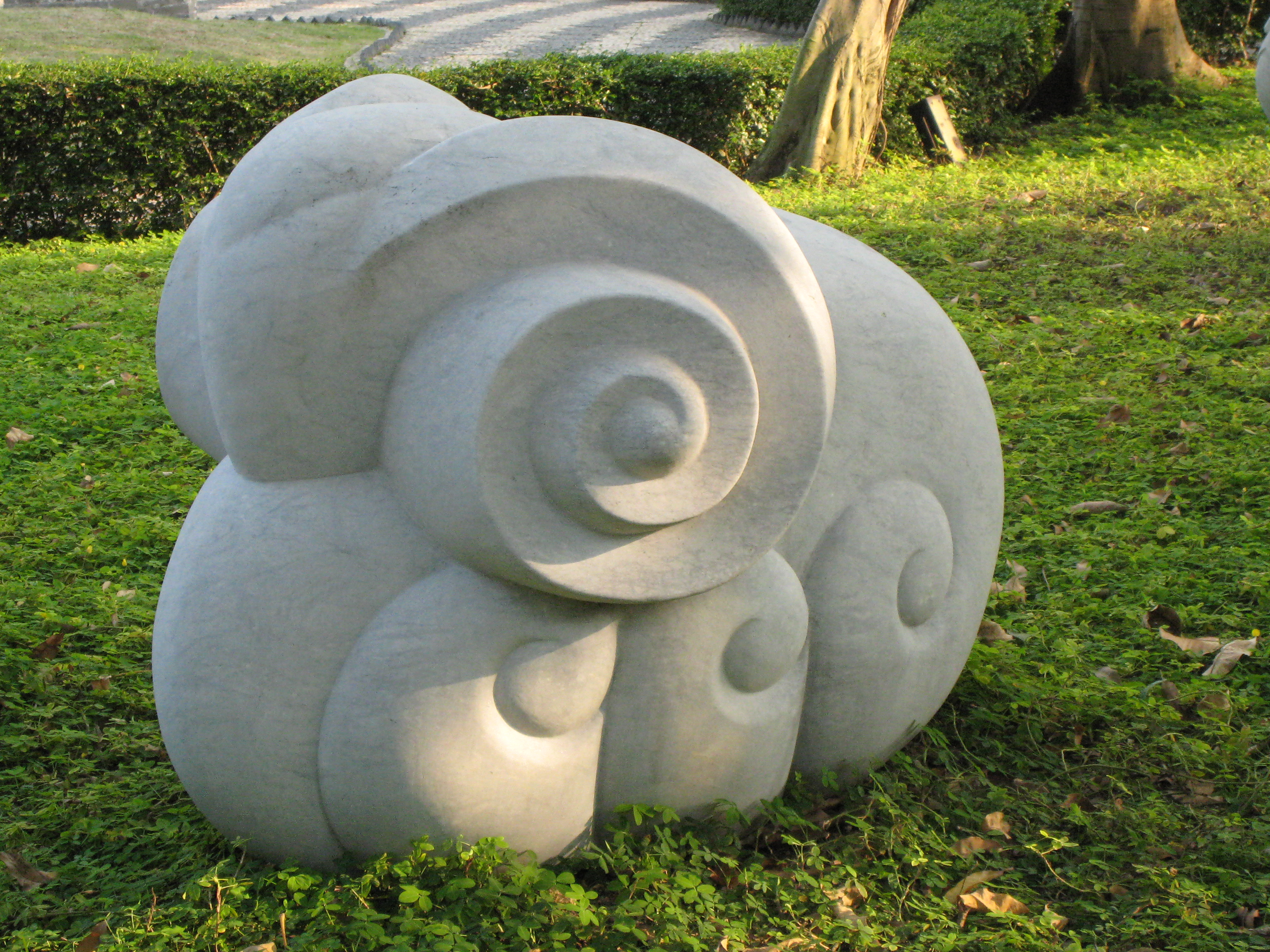
香港九龍寨城公園十二生肖像之羊

## 神話與文俗學
作為在農耕史上的關鍵，羊在人類文化中有深遠的影響，在現在語言及符號學中仍可以看到。羊最常和牧歌聯想在一起。也被部分人認為是中國十二生肖之一。在一些神話（如金羊毛）中會看到羊，在宗教（特別是亞伯拉罕諸教）中，小的綿羊（羔羊）常用來作為祭牲。耶穌在聖經中曾提到分羊的比喻，將能得救的人比喻為綿羊（《馬太福音》第25章第31-45节）。十二星座中白羊座排名第一個。
另見天主的羔羊

## 希腊神话
克律索马罗斯希腊神话中长着金羊毛的、会飞的公羊，与阿耳戈船英雄寻找金羊毛的神话密切相关。

## 動畫作品
- 喜羊羊與灰太狼（Pleasant Goat and Big Big Wolf）
- 小羊肖恩（Shaun the Sheep）
- 跳跳羊（Boundin'）

## 外部連結
- List_of_sheep_breeds （页面存档备份，存于） 綿羊的品種一覽
- 山羊與綿羊之區別 （页面存档备份，存于）
- American Sheep Industry （页面存档备份，存于）
- Sheep Industry (Queensland)
- Canadian Sheep Federation
- National Sheep Association （页面存档备份，存于） (UK)
- New Zealand Sheepbreeders Association （页面存档备份，存于）
- Sheep magazine （页面存档备份，存于）, all articles available free online